# Прибытки (Кораблинский район)
Прибытки — деревня в Бобровинском сельском поселении Кораблинского района Рязанской области России.

## География
Находится в 10 километрах к северо-западу от районного центра города Кораблино, на берегу реки Марьинки.
Соединён просёлочной дорогой с деревней Моловка.

## Население
| 2010 |
| ---- |
| 4    |